# Heinz Hoffmann
Heinz Hoffmann, född 28 november 1910 i Mannheim, död 2 december 1985 i Strausberg, var en tysk armégeneral. Han var Östtysklands försvarsminister, medlem av Östtysklands ministerråd och ledamot av Volkskammer. Från 1973 var Hoffmann medlem i SED:s centralkommittés politbyrå. 
Hoffmann kom från en arbetarfamilj i Mannheim och genomgick en utbildning  vid Motoren-Werke Mannheim 1925-1930. Han gick med i KPD och fick flera gånger kortare fängelsestraff för sitt deltagande i demonstrationer och handgripligheter. När nazisterna tog makten i Tyskland 1933 gick han under jorden och emigrerade sedan till Schweiz och senare till Sovjetunionen. Han stred för den internationella brigaden i Spanska inbördeskriget 1937-1938. 
Han återvände sedan till Sovjetunionen och från 1941 genomförde han en Komintern-utbildning i Pusjkino utanför Moskva. 1945 ledde han Partiskola nr 12 utanför Moskva. 1946 återvände han tillbaka till Tyskland och Berlin som personlig medarbetare till Wilhelm Pieck och senare Walter Ulbricht. Från 1950 och fram till sin död var han ledamot av Östtysklands parlament Volkskammer. 1952 blev han medlem i SED:s centralkommitté. 
Från 1949 var Hoffmann med och byggde upp Östtysklands väpnade styrkor som senare blev Nationale Volksarmee. 1959 blev Hoffmann generalöverste och 1961 armégeneral och efterträdde därmed Willi Stoph som Östtysklands försvarsminister. Hoffmann är som försvarsminister mest känd för att 1961 ha utfärdat ordern om att skjuta skarpt mot östtyskar som försökte fly landet. Hans uttalande 'Wer unsere Grenze nicht respektiert, der bekommt die Kugel zu spüren" uttalade Hoffmann i samband med beslutet. Ordern kom att omfatta alla östtyska gränsvakter fram till Berlinmurens fall 1989. Vid sin död 1985 efterträddes han som försvarsminister av arméns överbefälhavare Heinz Kessler.
Hoffmann var gift tre gånger och hade sju barn. Efter hans död namngavs en gata och även tunnelbanestation i Berlinstadsdelen Hellersdorf efter honom, den heter numera Neue Grottkauer Straße. Mottagare av Karl-Marx-Orden 1970, 1980 och 1985.